# North Bangkok University FC Stadium (Rangsit)
Das North Bangkok University FC Stadium  ist ein reines Fußballstadion in Rangsit in der Provinz Pathum Thani.
Das Stadion liegt auf dem Gelände der Universität Bangkok und wird von dem Drittligisten North Bangkok University FC als Heimstadion genutzt.
Eigentümer und Betreiber des 3000 Personen fassenden Stadions ist die Universität Bangkok.